# Exit (2019)
Exit (Originaltitel: 엑시트) ist eine Action-Komödie des südkoreanischen Regisseurs Lee Sang-geun aus dem Jahr 2019. In dem Film breitet sich nach einem Anschlag ein toxisches Gas im Bezirk aus. Cho Jung-seok und Im Yoona klettern und rennen in den Hauptrollen über den Dächern der Stadt, um dem Gas zu entkommen.

## Handlung
Yong-nam gehörte zu den besten Felskletterern in der Universität, hatte nach seinem Abschluss aber kein Glück bei der Jobsuche. Er lebt bei seinen Eltern und ist von diesen finanziell abhängig. Als der 70. Geburtstag seiner Mutter bevorsteht, besteht er darauf, im Dream Garden zu feiern, obwohl dieses eine etwa zweistündige Autofahrt entfernt liegt. Allerdings arbeitet sein Uni-Schwarm, die ebenso exzellente Kletterin Eui-ju, dort als Managerin. Diese ist überrascht, ihn dort bei der Party anzutreffen, da sie weiß, dass er weit entfernt wohnt. Er erzählt ihr, er sei ein erfolgreicher Geschäftsmann. Sie ist froh, dass er sich in ihrer Gegenwart nicht unwohl fühlt, da sie ihm vor vier Jahren einen Korb gegeben hat.
Als die Party zu Ende geht, kommt es plötzlich zu einer Explosion und überall auf der Straße rennen Menschen umher. Sie flüchten vor einem nebelähnlichen Gas. Zuvor gab es einen Anschlag, bei dem LKW vor einer Chemiefabrik giftige Stoffe freigesetzt hat. Die, die von dem Gas erwischt werden, bekommen krankheitsähnliche und tödliche Symptome wie etwa das Spucken von Blut. Yong-nams schwangere Schwester fällt, als das Gas auf sie zukommt. Yong-nam kann sie retten, doch sie ist kaum noch bei Bewusstsein und in einem kritischen Zustand. Alle gehen zurück ins Dream Garden und wollen auf das Dachgeschoss, da das Gas aufsteigt. Doch die Tür ist verschlossen. Der Chef des Dream Garden scheint nicht mehr zu wissen, wo der Schlüssel ist, er habe ihn verloren. Derweil starten Rettungshelikopter, um Gestrandete von den Dächern zu retten.
Damit sie eine Chance habe, wirft Yongnam ein Fenster ein, schnallt sich ein Seil um, und versucht von außen auf das Dach des Hochhauses zu klettern. Von außen ließe sich die Tür öffnen. Er spring zunächst auf ein anderes Gebäudedach, um von dort zurück auf das Dream Garden zu springen, von wo er mehr Haltepunkte hat. Letztlich kommt er immer weiter. Zuletzt steht ein schwerer Sprung bevor, den er in ähnlicher Form schon zu Uni-Zeiten absolvieren musste, aber gescheitert ist, als er Eui-ju beeindrucken wollte. Diesmal gelingt er und er kann die Tür öffnen. Seine Familie und Eui-ju versuchen auf sich aufmerksam zu machen. Als ein Helikopter sie entdeckt, ist Platz für alle auf dem Dach befindlichen Personen außer zwei. Das Gewicht trägt sie nicht mehr. Yong-nams Vater besteht darauf, mit ihm zu tauschen. Doch Yong-nam will seinen Vater schützen. Er bleibt zurück. Eui-ju bleibt ebenfalls zurück, obwohl Yong-nam die Piloten anfleht, noch eine Person mitzunehmen. Aber dies sei aufgrund des Gewichts zu gefährlich. So bleibt sie als Managerin zurück, während ihr Vorgesetzter mitfliegt. Die Piloten versichern ihnen, sie würden sie als Nächstes holen.

## Rezeption

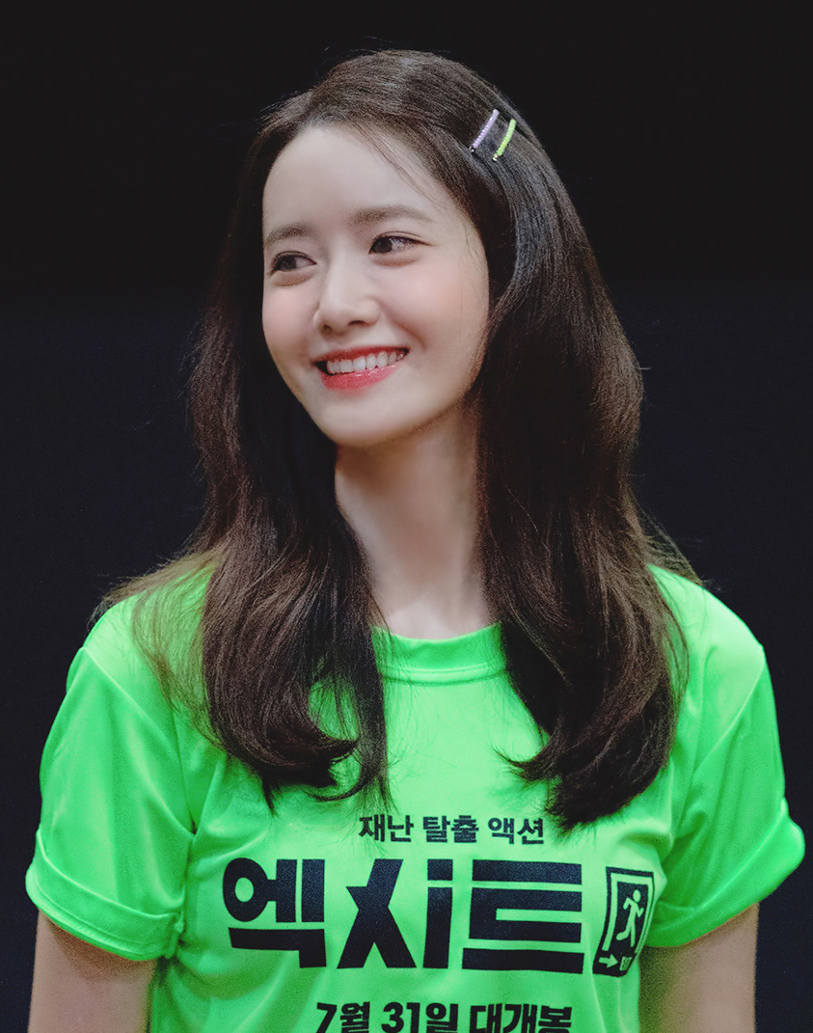
Hauptdarstellerin Im Yoona mit einem T-Shirt zum Film.

Exit lief am 31. Juli 2019 in den südkoreanischen Kinos an und erreichte über 9,4 Millionen Besucher. Der Film erhielt überwiegend positive Kritiken.

## Auszeichnungen
Blue Dragon Awards 2019
- Auszeichnung in der Kategorie Populärster Star für Im Yoona
- Auszeichnung in der Kategorie Bester Neuer Regisseur für Lee Sang-geun
- Auszeichnung in der Kategorie Technik für Jin Yul-yun und Kwon Ji-hoon (Stunts)

Buil Film Awards 2019
- Auszeichnung in der Kategorie Populärster Star für Im Yoona

Far East Film Festival 2020
- White Mulberry[4]